# سرا هاگن
سرا هاگن (انگلیسی: Sarah Hagen؛ زادهٔ ۱۸ نوامبر ۱۹۸۹) بازیکن فوتبال اهل ایالات متحده آمریکا است.
از باشگاه‌هایی که در آن بازی کرده‌است می‌توان به باشگاه فوتبال اورلندو پراید، باشگاه فوتبال زنان بایرن مونیخ، و اف سی کانزاس سیتی اشاره کرد.
وی همچنین در تیم‌های ملی فوتبال زیر ۲۳ سال زنان ایالات متحده آمریکا و زنان ایالات متحده آمریکا بازی کرده‌است.